# ترس کودکان
ترسِ کودکان (انگلیسی: Fear of children) و ترس از کودکان یا ترس از دوران کودکی متناوباً پِدوفوبی (pedophobia) ترس غیرطبیعی کودکان (در انگلیسی آمریکایی) و پدافوبیا (paedophobia) یا پیدیافوبیا (pediaphobia) نامیده می‌شود.
دیگر هراس‌هایی که بر سن متمرکز است اِفِبی‌فوبیا ترس نوجوانان (ephebiphobia) و جِرونتوفوبیا ترس از پیری (gerontophobia) می‌باشند.
پیامدهای تشخیص داده شده پدوفوبیا شامل پدرسالاری (paternalism) و ادالتیزم (adultism) تبعیض سیستماتیک علیه نوجوانان و با تعمیم معنی تبعیض علیه سالخوردگی می‌باشد.

## بررسی علمی
ترس کودکان توسط روانشناسان بررسی و مورد معالجه قرار گرفته و مطالعاتی هم در تاْثیرات معالجات گوناگون آن صورت گرفته‌است.
جامعه‌شناسان ترسهای گذرای دوران کودکی و کودکان را، به عنوان یک عامل مؤثر و تأثیرگذار در شکل‌گیری اجتماعی شخصیت کودک در جامعه دسته‌بندی کرده‌اند، و نظرشان این است که درجه و توان روابط و مناسبات نسلی که کودکان در ان زندگی می‌کنند، از نظارت بزرگسالان تأثیر پذیرفته‌است و بر بسیاری از جنبه‌های جامعه تأثیر می‌گذارد. برخی مطالعات که شمار آن کم نیست ترس کودکان را به عنوان عاملی که بر شخصیت حیاتی انسان تأثیر می‌گذارد تشخیص داده‌است.

## ادراک مورد علاقه
موضوع Paedophobia باعث پیدایش چندین جنبش بین‌المللی در حمایت نوجوانان از جمله «جنبش حقوق کودکان» و «جنبش شراکت جوانان» شده‌است. اکثر سازمانهای بین‌المللی که به‌طور مستقیم یا ضمنی به موضوع ترس کودکان می‌پردازند در مجموعهٔ دو نهاد «کودکان را نجات دهیم» و «صندوق حمایت مالی کودکان» قرار می‌گیرند.
مخصوصاً آنهایی که با «جنبش حقوق جوانان» و «جنبش شراکت جوانان» به مقولهٔ ترس کودکان می‌پردازند. مستقیم و غیر مستقیم مرتبط هستند و ادعا می‌کنند که این جنبشها در پی حل مشکل ترس کودکان هستند.
مشارکت در این ایده توسط نظارتهای متخصصانی چون لیتی کوتین پوگربین بنیانگذار و نویسنده مجله ام اس مگزین (Ms. magazine) تقویت می‌گردد، گفته می‌شود او تشخیص داده‌است که آمریکا دچار یک بیماری مسری ترس کودکان شده‌است، که می‌گوید، گرچه بسیاری از ما فرزندان خود را مستثنی می‌کنیم، بنظر نمی‌رسد که نسبت به کودکان دیگران صمیمیتی داشته باشیم.

## علل
نویسنده‌ای پیشنهاد می‌کند که علت ترس کودکان در یک بررسی دانشگاهی به‌طور خاص نتیجه هوشیاری متمایز بزرگترها به ظرفیت کودکان است و نوشته‌است کودکان به دلیل اینکه دائماً و آگاهانه متوجه می‌شوند که ما تاریخچه شخصی مادی و مادری‌مان را از آن‌ها پنهان می‌کنیم از ما بیگانه می‌شوند.
یک گزارش جداگانه پیشنهاد می‌کند که ریشه روند کنونی در ترس کودکان یک ریشه خاص دارد، از جمله جیمز کیو ویلسون (James Q. Wilson) که استاد مدرسه مدیریت UCLA است قبلاً در ۱۹۷۵ به ایده مطرح شدهٔ ترس کودکان کمک کرد (وقتی گفت که) بحران متراکم در انبوه جوانان زمینه انفجاری در میزان جنایات را فراهم می‌کند.

## حل مشکل
همان‌طور که در بالا ذکر شد سازمانهای خدمات اجتماعی، حقوق بشر، و عدالت اجتماعی سال‌هاست که دنبال حل مشکل ترس کودکان هستند. سازمان ملل کنوانسیون حقوق کودکان را ایجاد کرده‌است، که با طرح موضوع تساوی بین نسلها، بین کودکان و بزرگسالان به‌طور ضمنی به موضوع ترس کودکان پرداخته‌است.
همان‌طور که در بالا اشاره شد ترس کودکان مشخصاً در حیطه یک بررسی دانشگاهی قرار گرفت، مخصوصاً این موضوع از هنگام ایجاد رشته مطالعات جوانان روشن شد. نفوذ ترس کودکان در فرهنگ محبوب آمریکایی با تجزیه و تحلیل رسانه‌های بحران آفرین که آثار ترس کودکان را در آثار والت دیسنی و در فیلمهای وحشت آفرین نشان داده‌است امتحان خود را داده‌است. طیف وسیعی از مؤلفان و دانشمندان از جمله مایک میلز (Mike Males)، هنری جیرو (Henry Giroux) و باربارا کینگسولور (Barbara Kingsolver) پیشنهاد کرده‌اند که ترس کودکان عادی شده امروزه ساقه و ستون ان در تراستهای رسانه‌ای و گستره‌ای از منافع سیاسی و اقتصادی نهفته‌است. افرادی شاید دورترین چشم‌انداز را مد نظر قرار دهند و نتایج تحقیقات خود دربارهٔ این موضوع را در یک کتاب کامل بنویسند.